# Sandkallanin eteläpuolinen merialue
Sandkallanin eteläpuolinen merialue este o arie protejată (arie specială de conservare — SAC, sit de importanță comunitară — SCI) din Finlanda întinsă pe o suprafață de 7.468 ha, integral marine.

## Localizare
Centrul sitului Sandkallanin eteläpuolinen merialue este situat la coordonatele 59°58′28″N 25°45′33″E / 59.9744°N 25.7592°E.

## Înființare
Situl Sandkallanin eteläpuolinen merialue a fost declarat sit de importanță comunitară în martie 2012 pentru a proteja un număr necunoscut de specii din flora spontană și fauna sălbatică aflate în arealul zonei. Situl a fost protejat și ca arie specială de conservare în aprilie 2015.

## Biodiversitate
Situată în ecoregiunea boreală, aria protejată conține 1 habitat natural: Recifuri.
La baza desemnării sitului se află un număr nedeclarat de specii protejate.